# Конвой Йокосука – Трук (25.01.44 – 01.02.44)
Конвой Йокосука — Трук (25.01.44 — 01.02.44) — японський конвой часів Другої світової війни, проведення якого відбувалось у січні — лютому 1944-го.
Пунктом призначення конвою був атол Трук у центральній частині Каролінських островів, де ще до війни створили потужну базу японського ВМФ, з якої до лютого 1944-го провадились операції в цілому ряді архіпелагів. Вихідним пунктом став розташований у Токійській затоці порт Йокосука (саме звідси традиційно вирушала більшість конвоїв на Трук).
До складу конвою увійшли плавуча база підводних човнів «Ясукуні-Мару» та переобладнані легкі крейсери «Айкоку-Мару» та «Акагі-Мару», тоді як охорону забезпечували есмінці «Ікадзучі», «Сірацую» та «Мітісіо». Завданням конвою було передусім транспортування військовослужбовців, так, на «Ясукуні-Мару» та «Айкоку-Мару» перебувало 1200 та 600 пасажирів відповідно.
Загін вирушив з порту 25 січня 1944-го. Його маршрут пролягав через кілька традиційних районів патрулювання американських підводних човнів, які зазвичай діяли поблизу східного узбережжя Японського архіпелагу, біля островів Огасавара, Маріанських островів і на підходах до Труку. Більша частина переходу пройшла спокійно, але в перші години 31 січня 1944-го в районі за п'ять з половиною сотень кілометрів на північний захід від Труку підводний човен USS Trigger атакував конвой. Перший залп по транспортах виявився безрезультатним, так само як і два наступні по есмінцю охорони (есмінець «Мітісіо» зазнав незначних пошкоджень від влучання торпеди, що не здетонувала). Зрештою 2 з 5 торпед четвертого залпу поцілили Ясукуні-Мару, після чого плавбаза затонула лише за 5 хвилин. Загинули майже всі, хто перебували на її борту, хоча есмінцю «Сірацую» вдалося підібрати 43 вцілілих.
1 лютого 1944-го інші кораблі конвою досягнули Труку.
Також можливо відзначити, що і «Айкоку-Мару», і «Акагі-Мару» невдовзі загинуть під час потужної атаки американського авіаносного з'єднання на Трук 17—18 лютого 1944-го.